# Хіґасіосака
Хіґасі́осака (яп. 東大阪市, ひがしおおさかし, МФА: [çigaɕi̥ oːsaka ɕi̥]?) — місто в Японії, в префектурі Осака.  Входить до списку центральних міст Японії.   Отримало статус міста 1967 року. Площа становить 61,81 км². Станом на 1 липня 2012 року населення складало 507 861  осіб, густота населення — 8220 осіб/км².     

## Демографія
Згідно з даними перепису населення Японії, населення Хіґасіосака збільшувалось до 80-х років, після чого почало трохи скорочуватись. Станом на 1 жовтня 2020 року населення складало 493 940 осіб, густота населення — 7995 осіб/км².

## Історія
Хіґасіосака отримала статус міста 1 лютого 1967 року.